# Руне Браттсвеен
Руне Браттсвеен (норв. Rune Brattsveen 5 квітня 1984) — норвезький біатлоніст, чемпіон світу 2012 року та срібний призер чемпіонату світу 2008 року в естафеті, призер етапів кубка світу.

## Виступи на чемпіонатах світу
| Рік  | Міце проведення | Інд | Спр | Пр | МС | Ест | ЗМ |
| 2008 | Естерсунд       |     | 38  | 15 | 11 | 2   |    |
| 2012 | Рупольдінг      | 46  |     |    |    | 1   |    |

## Кар'єра в Кубку світу
- Дебют в кубку світу — 29 листопада 2007 року в індивідуальній гонці в Контіолахті — 40 місце.
- Перше попадання в залікову зону — 1 грудня 2007 року в спринті в Контіолахті — 9 місце.
- Перше попадання на подіум — 10 січня 2008 року в естафеті в Рупольдінгу — 1 місце.

## Загальний залік в Кубку світу
- 2007–2008 — 23-е місце (283 очок)
- 2008–2009 — 73-е місце (45 очок)
- 2009–2010 — 116-е місце (1 очок)
- 2010–2011 — 49-е місце (127 очок)
- 2011–2012 — 43-е місце (168 очок)

## Статистика стрільби
| № п/п | Сезон     | Загальна         | Індивідуальна гонка | Спринт         | Гонка переслідування | Мас-старт       | Естафета       |
| ----- | --------- | ---------------- | ------------------- | -------------- | -------------------- | --------------- | -------------- |
| 1     | 2007-2008 | 81,3 % (308/379) | 80,0 % (32/40)      | 87,5 % (70/80) | 82,5 % (99/120)      | 77,0 % (77/100) | 76,9 % (30/39) |
| 2     | 2008-2009 | 72,4 % (55/76)   | 70,0 % (14/20)      | 85,0 % (17/20) | 75,0 % (15/20)       | 0,0 % (0/0)     | 56,3 % (9/16)  |
| 3     | 2009-2010 | 66,7 % (40/60)   | 60,0 % (24/40)      | 80,0 % (16/20) | 0,0 % (0/0)          | 0,0 % (0/0)     | 0,0 % (0/0)    |
| 4     | 2010-2011 | 79,1 % (129/163) | 85,0 % (17/20)      | 74,0 % (37/50) | 81,7 % (49/60)       | 80,0 % (16/20)  | 76,9 % (10/13) |
| 5     | 2011-2012 | 81,3 % (308/379) | 80,0 % (32/40)      | 87,5 % (70/80) | 82,5 % (99/120)      | 77,0 % (77/100) | 76,9 % (30/39) |

## Виноски
1. ↑  В дужках наведена кількість влучних пострілів та загальна кількість пострілів. В статистиці стрільби рахуються постріли, які здійснив біатлоніст на етапах кубка світу та чемпіонаті світу